# 中村敦夫
中村 敦夫（、1940年〈昭和15年〉2月18日 - ）は、日本の俳優、作家、脚本家、ニュースキャスター、政治家。日本ペンクラブ環境委員長。身長179cm。本名は中村 敦雄（読み同じ）。旧姓は遠藤（）。株式会社中村企画（1976年 - 2014年）を経て、クロスポイント所属。
勲等は旭日中綬章。参議院議員（1期）、さきがけ代表、みどりの会議代表、同志社大学大学院総合政策科学研究科で講師などを歴任した。

## 来歴
東京府東京市豊島区（現在の東京都豊島区）千早に遠藤家の長男として生まれる。父親は新聞記者。幼少期の1945年に東京大空襲をはじめとする連合国軍による空襲があり、福島県平市（現在のいわき市平地区）に疎開。平市立第一小学校（現在のいわき市立平第一小学校）を経て、平市立第一中学校（現在のいわき市立平第一中学校）を卒業後、福島県立磐城高等学校に進み、その後東京都立新宿高等学校へ転校した。
1958年（昭和33年）東京外国語大学インドネシア語学科に入学した。これが後に『チェンマイの首 愛は死の匂い』、『ジャカルタの目』、『マニラの鼻』といった、東南アジアを舞台とする国際小説執筆へと繋がる。両親の離婚後、母方の中村姓を名乗る。
1959年（昭和34年）、同大学を2年で中退し、俳優座養成所を経て新劇の劇団俳優座に入る。いわゆる「花の12期」であった。若手のリーダー的存在であり有望株であった半面、劇団幹部などが左翼傾向の強い劇団内では異端児であった。そのため、「トロツキスト」のレッテルを貼られた。その際「ああ、いいですよ、トロでも白身でも」と受け流していたら、今度は新左翼、過激派ということになったという。1965年（昭和40年）ハワイ大学に留学した。このとき知り合ったアメリカ人と結婚するが3年で離婚した。1971年（昭和46年）に中村ら中堅・若手が希望した『はんらん狂想曲』の上演に幹部が反対したことで、俳優座首脳との対立が決定的となる。中村は『はんらん狂想曲』を自主公演した後、市原悦子・菅貫太郎・原田芳雄と共に俳優座を退団した。
1968年（昭和43年）に起きた陳玉璽事件に衝撃を受けて、アムネスティ・インターナショナル日本支部設立に携わる。
1971年（昭和46年）の NHK大河ドラマ『春の坂道』で石田三成を演じ、マスコミに大きく取り上げられた。
1972年（昭和47年）に市川崑監修のテレビ時代劇『木枯し紋次郎』で主役の渡世人・紋次郎役に抜擢される。それまでも、準主役級の二枚目俳優として活動していたが、同作品の大ヒットにより一躍人気を獲得した。1973年、自身初の主演映画『夕映えに明日は消えた』がお正月映画として公開予定であったが、お蔵入りとなった。
1984年（昭和59年）から3年半にわたり、ドキュメンタリー『中村敦夫の地球発22時』の司会を務めた。その後1989年（平成元年）10月1日から1992年（平成4年）9月27日までは日本テレビの情報番組『中村敦夫のザ・サンデー』などで司会を務めていた。この間はジャーナリスト活動に専念し、俳優活動からは一旦身を引く。作家としても「チェンマイの首」を発表している。
『ザ・サンデー』を降板し、1993年に映画『帰ってきた木枯し紋次郎』で俳優として復帰し、以後は俳優活動と政治活動を平行して行う。
1995年（平成7年）の参議院選挙で、さきがけ公認、生活者ネット推薦で出馬したが落選する。1998年（平成10年）7月に同選挙さきがけの推薦及び市民の党の応援を受ける無所属候補として立候補し、東京都選挙区から初当選し、政治家となる。同年10月に「環境主義・平和外交・行政革命」の3つを基本理念とした民権政党「国民会議」を1人で旗揚げする。
2000年（平成12年）7月に「さきがけ」代表、同年8月には議員連盟「公共事業チェック議員の会」会長にそれぞれ就任し、静岡空港建設反対運動などに取り組む。2002年1月さきがけと国民会議が合流し、院内会派「さきがけ環境会議」を経て、党名をさきがけから「みどりの会議」に変更した。
2004年（平成16年）7月11日の参議院選挙では比例区に転向して、みどりの会議は中村をはじめとする10人の候補者を立て、90万を超える票を得るも全員落選した。これにより、みどりの会議は国会での議席を失うことになった。みどりの会議は同年11月に解散し、一部メンバーがみどりのテーブルを設立したが、中村は参加していない。
政治家を辞してからは、小休止状態だった俳優に再び復帰した。2008年（平成20年）にドラマ『CHANGE』（フジテレビ）では与党・日本政友党幹事長・小野田朝雄を演じて、2009年（平成21年）にはサントリー「BOSS食後の余韻」のシリーズ広告で政財界の大物を演じるなど、自身の経歴を重ねたような役柄を演じることが多くなっている。
いっぽう評論活動も続けており、2007年（平成19年）から2009年（平成21年）まで同志社大学で行った、「環境社会学」の講義録を再編した『簡素なる国』を2011年（平成23年）に出版。その中で「みどりの政治思想」などについて言及して、近代経済学に代わる新しい哲学の必要性を主張した。
2020年（令和2年）8月から日刊ゲンダイでコラム「末世を生きる辻説法」の連載を開始した。

## 人物
- 好きな言葉は「攻めの人生」。
- 「世界平和統一家庭連合（旧統一教会）」の問題に長年取り組んでいる[10][11]。
- 中村企画所属で、同社の社長も務める。父は読売新聞記者の遠藤節（えんどう さだむ、1907年 - 1969年）[12]。弟はシナリオライターの中村勝行。
- 競輪ファンとして知られ、前述の『ジャカルタの目』等の小説の主要な登場人物は、ほとんど実在の競輪選手の名前をそのまま使用している。また、解説の寺内大吉とともに、1970年代後半頃から特別競輪（現在のGI）決勝戦中継のレギュラーゲストとして出演した。寺内が1992年の高松宮杯決勝戦中継を最後に出演から退いた後も出演を続けたが、参議院議員としての職務を全うするため、1998年の高松宮記念杯競輪決勝戦中継を最後に退いた。

## 政策
- 選択的夫婦別姓制度導入に賛成する[13]。第147回国会法務委員会では、選択的夫婦別姓制度に反対する議員は、後援の神道政治連盟が反対の意見を持っているため反対しており、政教分離の面から言って問題であると主張した[14]。
- 1998年7月12日の参議院選挙に出馬した際、文部省（2001年以後は文部科学省）の廃止と、教育行政権の地方や民間への移管を主張した[15]。
- 1999年8月、参院本会議の国旗・国歌法に反対した。[要出典]

## 栄典
- 2010年4月29日 - 旭日中綬章

## 受賞
- 第49回毎日映画コンクール 男優助演賞『集団左遷』（1994年）
- 第37回ブルーリボン賞 助演男優賞『集団左遷』（1994年）

## 出演作品

### 映画
- 怪談 耳無し芳一の話 （1964年、東宝） - 平教経
- 新鞍馬天狗 （1965年、大映）- 村尾真弓
- 斬る （1968年、東宝） - 笈川哲太郎
- 復讐の歌が聞える （1968年、松竹）
- 幽霊屋敷の恐怖 血を吸う人形 （1970年、東宝）
- 刑事物語 兄弟の掟 （1970年、東宝）
- 儀式 （1971年、ATG） - テルミチ
- 無宿人御子神の丈吉 牙は引き裂いた（1972年、東宝）
- 麻薬売春Gメン （1972年、東映）
- 夕映えに明日は消えた （1973年、東宝） ※未公開
- 異邦人の河 （1975年、緑豆社）
- 仁義と抗争 （1977年、東映）
- 姿三四郎 （1977年、東宝） - 檜垣源之助
- 季節風（1977年、松竹） - 松木啓四郎
- 愛の嵐の中で （1978年、東宝） - 風間修
- 帰らざる日々 （1978年、日活）
- 本日ただいま誕生 （1979年、東映） - 坂本
- 南十字星 （1982年、東宝） - 主演・田宮稔
- 最後のサムライ ザ・チャレンジ （1982年、アメリカ） - 吉田ヒデオ
- 帰って来た木枯し紋次郎 （1993年、東宝）
- 四十七人の刺客（1994年、東宝）
- 集団左遷 （1994年、東映） - 篠田洋
- 大夜逃 夜逃げ屋本舗3 （1995年、東宝） - 磯野善吉
- 修羅之介斬魔劍 妖魔伝説 （1996年、東北新社）
- 失楽園 （1997年、東映）
- 梟の城 owl's castle （1999年、東宝） - 葛籠太郎兵衛
- 新選組 （2000年、フジテレビ） - 近藤勇〈声の出演〉）
- 犬神家の一族 （2006年、東宝） - 古舘恭三弁護士
- BALLAD 名もなき恋のうた （2009年、東宝） - 康綱
- 少年メリケンサック （2009年、東映）
- ランウェイ☆ビート （2011年、松竹）
- 樹海のふたり （2013年、アーク・フィルムズ）- 阿部勇
- チョコリエッタ （2015年、太秦） - 爺さま
- 帰郷 （2020年、時代劇専門チャンネル） - 九蔵

### テレビドラマ
- 喜びも悲しみも幾歳月（1965年、TBS）
- 大河ドラマ（NHK総合）
  - 三姉妹（1967年） - 坂本竜馬
  - 竜馬がゆく（1968年） - 伊藤俊輔
  - 春の坂道（1971年） - 石田三成[7]
  - 平清盛（2012年） - 平正盛
- ザ・ガードマン（TBS）
  - 第103話「真赤な裏切り」（1967年）
  - 第129話「勲章は高くつく」（1967年） - 森塚
- 銭形平次（フジテレビ）
  - 第96話「割れた鏡」（1968年） - 伊之助
  - 第692話「母恋道中」（1979年） - 流山の時次郎
- キイハンター 第48話「死刑台から来た男」（1969年、TBS / 東映） - 伊佐山
- 天を斬る 第16話「氷雨の宿」（1970年、NET） - 巴屋文治郎
- ナショナルゴールデン劇場 「北条政子」（1970年、NET）- 北条宗時
- 鬼平犯科帳（NET / 東宝）
  - 第20話「山吹屋お勝」（1970年） - 関宿の利八
  - 第56話「お菊と幸助」（1970年） - 幸助
- 水戸黄門 (TBS / C.A.L)
  - 第2部 第9話「流血の谷 -弘前-」（1970年11月23日） - 堀越栄二郎
  - 第10部 第23話「めざす敵はお殿様 -高遠-」（1980年1月21日） - 内藤駿河守清枚
  - 第14部 第6話「恩讐越えたこけし人形 -鳴子-」（1983年12月5日） - 田坂忠兵衛
  - 第37部 第23話「消えた水戸の若君! 次期将軍を狙った野望 -水戸・江戸-」（2007年9月17日） - 紀伊国屋文左衛門
- 軍兵衛目安箱 第12話「流離の町」（1971年、NET / 東映） - 大槻敬四郎
- プレイガール 第123話「水で書かれたラブレター」（1971年、東京12チャンネル） - 永島
- 弥次喜多隠密道中 （1971年、日本テレビ） - 榊竜軒
- 木枯し紋次郎 （1972年、フジテレビ） - 主演・紋次郎
- 怪談 第9回「新選組呪いの血しぶき」（1972年、毎日放送） - 山南敬助
- 続・木枯し紋次郎 （1972 - 73年、フジテレビ） - 主演・紋次郎
- 追跡 （1973年、関西テレビ） - 主演・"私" ※役名がついてない。
- 水滸伝 （1973年、日本テレビ） - 林冲
- 狼・無頼控 第4話「地獄の罠」（1973年、毎日放送）
- 江戸を斬る 梓右近隠密帳 第14話「忠長卿謀叛」（1973年、TBS） - 駿河大納言忠長
- おしどり右京捕物車 （1974年、朝日放送） - 神谷右京
- 八州犯科帳 第2話「朝霧に消えた女」（1974年、フジテレビ / C.A.L） - 柴田外記
- おんな浮世絵・紅之介参る! 第20話「辻斬り浪人」（1975年、日本テレビ） - 林多門
- 斬り抜ける 第18話「死地突入」（1975年、朝日放送） - 竜
- 剣と風と子守唄（1975年、日本テレビ） - あかねの左源太
- 徳川三国志 （1975 - 1976年、NET） - 由比正雪
- 必殺シリーズ（朝日放送）
  - 必殺仕置屋稼業 第20話「一筆啓上手練が見えた」（1975年） - 疾風の竜
  - 必殺仕業人 （1976年） - 主演・赤井剣之介
  - 翔べ! 必殺うらごろし （1978年） - 主演・先生
- 青春の門 筑豊編 （1976年、毎日放送） - 塙竜五郎
- 江戸特捜指令 （1976年、毎日放送） - 幻々舎一斎
- 新・木枯し紋次郎 （1977 - 78年、東京12チャンネル）- 主演・紋次郎
- 桃太郎侍 第66話「嘘とまことの仇討悲願」（1978年、日本テレビ） - 神崎平九郎
- 横溝正史シリーズII / 八つ墓村 （1978年、毎日放送） - 多治見要蔵
- 西遊記 第2話「長い旅の始まり」他 （1978年、日本テレビ） - 太宗皇帝
- 不毛地帯 （1979年、毎日放送） - 鮫島辰三
- 手錠をかけろ! 第5話「キャッシュカード盗難事件」（1979年、フジテレビ） - 宮城県警・神崎警部補
- 土曜ワイド劇場
  - 東京クーデター・Xデー日曜日（1980年2月23日、テレビ朝日）
  - 天才刑事・野呂盆六  第1作 「スワンの涙」（2007年、朝日放送） - 楢生鴻介
- 雪姫隠密道中記 （1980年、毎日放送）- 小鈴の佐平次
- しあわせ戦争（1980年、TBS） - 小笠原
- 美しい悪魔たち（1981年、テレビ朝日）
- 時代劇スペシャル 清水次郎長シリーズ（1981年 - 1983年 フジテレビ）- 大政
- 結婚したい女（1981年、毎日放送）
- 日本悪妻に乾杯!（1981年、毎日放送）
- 結婚したい女2（1981年 - 1982年、毎日放送）
- 男と女のあいだには（1982年、毎日放送）
- 月曜ワイド劇場
  - ハローオックン！（1983年5月23日、テレビ朝日）
  - おさな妻 私を抱いて…16歳の初夜 （1983年8月8日、テレビ朝日）
- 時代劇スペシャル / 松本清張の西海道談綺 （1983年9月30日、テレビ西日本 / フジテレビ） - 甚兵衛
- 変身願望（1983年、フジテレビ）
- 仮の宿なるを（1983年11月10日、よみうりテレビ） - 周平
- 悪魔がしのびよる（1984年、テレビ朝日）
- 銀河テレビ小説 / 季節はずれの蜃気楼 （1985年、NHK総合）
- 土曜ドラマ（NHK総合）
  - 銀行 男たちのサバイバル （1994年）
  - 鉄の骨 （2010年7月） - 山関組顧問・三橋萬造
- 火曜サスペンス劇場 / 新任判事補シリーズ （1994年、日本テレビ） - 大岡淳三
- 雲霧仁左衛門 （1995年、フジテレビ） - 火付盗賊改方長官・安部式部
- 官僚たちの夏 （1996年、NHK総合） - 風越信吾（佐橋滋）
- 大追跡! 江戸〜上州〜みちのく〜四国（1997年、朝日放送 / 松竹） - 国定忠治
- 新春時代劇特別企画 / 赤西蛎太 伊達騒動醜男と美女の純愛（1999年、テレビ東京） - ナレーター
- 御家人斬九郎 第4シリーズ 第9話「追われもの」（1999年、フジテレビ / 映像京都） - 大塩平八郎
- 金曜エンタテイメント / 鞍馬天狗 （2001年、フジテレビ） - 近藤勇
- 国盗り物語 （2005年、テレビ東京） - 武田信玄
- BSミステリー / 松本清張特別企画・渡された場面 （2005年4月17日、テレビ東京） - 磯貝五十六
- 新・京都迷宮案内4（第9シリーズ） 第1話・第2話 （2007年、テレビ朝日）
- 海峡 第1話 （2007年、NHK総合） - 吉江順吉
- 幻十郎必殺剣 （2008年1月 - 3月、テレビ東京） - 楽翁
- 徳川家康と三人の女 （2008年3月、テレビ朝日） - 織田信長
- 水曜ミステリー9 / 誤算 （2008年3月5日、テレビ東京） - 鬼沢丈一郎
- CHANGE （2008年、フジテレビ） - 小野田朝雄（与党幹事長）
- 黒部の太陽 （2009年3月、フジテレビ） - 関西電力社長・太田垣士郎
- 不毛地帯 （2009年10月 - 2010年3月、フジテレビ） - 秋津紀武（陸軍大将）
- JIN　-仁- （2009年10月 - 12月、TBS） - 新門辰五郎
- 月曜ゴールデン (TBS)
  - 税務調査官・窓際太郎の事件簿20（2010年3月22日） - 島袋建興
  - 女取調官 （2011年 - ） - 松坂夏央
- 獣医ドリトル（2010年11月、TBS） - 堀内多喜雄
- 鬼平外伝 夜兎の角右衛門 （2011年1月3日、時代劇専門チャンネル） - 夜兎の角五郎
- 人間昆虫記 （2011年7月 - 9月、WOWOW） - 甲雪村
- リーガル・ハイ （2012年6月5日、フジテレビ） - 古美門清蔵
- 土曜ドラマスペシャル / 負けて、勝つ 〜戦後を創った男・吉田茂〜 （2012年9月 - 10月、NHK総合） - 幣原喜重郎
- 松本清張没後20年特別企画・危険な斜面 （2012年9月30日、フジテレビ） - 西島卓平
- PRICELESS〜あるわけねぇだろ、んなもん!〜 （2012年10月22日、フジテレビ） - 大屋敷巌
- 新春大型時代劇 / 鬼平犯科帳スペシャル 泥鰌の和助始末 （2013年1月4日、フジテレビ） - 喜兵衛
- ドラマWスペシャル / パンドラ〜永遠の命〜 （2014年4月27日、WOWOW） - 大泉竜作
- 連続テレビ小説 / まれ（2015年3月 - 9月、NHK総合） - 紺谷弥太郎（紺谷かおる）
- 連続ドラマW（WOWOW）
  - 誤断（2015年11月 - 12月） - 長原幸喜
  - 社長室の冬　-巨大新聞社を獲る男-（2017年4月 - 5月） - 小寺政夫（日本新報・前社長）
- BSフジ開局15周年記念特番・オリジナル時代劇 三屋清左衛門残日録（2016年2月6日、BSフジ） - 成瀬喜兵衛

### 情報番組
- 中村敦夫の地球発22時（毎日放送）
- 中村敦夫のザ・サンデー（日本テレビ）
- たかじん胸いっぱい （関西テレビ）- 番組初期の準レギュラー
- 特別競輪決勝戦中継のゲスト解説者（1998年の高松宮記念杯決勝戦中継まで出演）
- やじうまプラス（テレビ朝日） - 月曜日のコメンテーター

### CM
- 日清食品
  - 「麺皇」（1982年。人類ハ麺類編、お正月に編）
- 東急不動産地域サービス
  - 企業広告（1986年、ベートーヴェン編。1987年、モーツァルト編）
- 日産自動車
  - 「セフィーロ」（1988年、ティザー広告）
- 協和発酵（現：アサヒビール）
  - 「SUN」（1991年）
- 小僧寿しチェーン
  - 「かに寿し」（1987年）
  - 「七草風ちらし」（1990年）
  - 「四季の味」（1990年）
  - 「北海づくし」（1991年）
  - 「吉野柿の葉」（1991年）
- 松下電工
  - 「TWIN&FLOAT」（1991年）
- NOVA
  - 企業広告（1997年） - ナレーション
- キリンビバレッジ
  - 生茶（2007年） - ナレーション
- サントリー
  - 「BOSS 食後の余韻」（2009年）
  - 「伊右衛門」（2010年）
- ダイハツ工業
  - 企業広告（2011年）
- ヴェントゥーノ
  - 「フコイダン」（2015年）

## 著作

### 小説
- 『渡世人気質』ブロンズ社、1972年11月20日。
- 『チェンマイの首 愛は死の匂い』（1983年、講談社）のち講談社ノベルス、講談社文庫
- 『ジャカルタの目』（1985年、講談社）のち文庫　
- 『マニラの鼻』（1989年、講談社）
- 『コーカサスの風 My silk road』（1989年、全国朝日放送）
- 『結婚しましょ!』（1993年、講談社）
- 『狙われた羊』（1994年、文藝春秋）
  - 『狙われた羊』講談社〈講談社文庫〉、2022年11月15日。ISBN 978-4-06-529882-4。（電子版あり）

- 『時よ、怒れ!』（1996年、近代文芸社）
- 『ドブねずみを撃て!』（1997年、近代文芸社）
- 『ごみを喰う男』（2007年、徳間書店）
- 『暴風地帯』（2010年、角川書店）

### 評論・エッセイ
- 『この国の八百長を見つけたり』（1999年、光文社）
- 『政治家になろう!』（1999年、日本短波放送）
- 『国会物語 たったひとりの正規軍』（2000年7月、晩聲社） ISBN 4-89188-297-2
- 『俳優人生 振り返る日々』（2000年、朝日新聞社）
- 『さらば、欲望の国』（2004年、近代文芸社新書）
- 『簡素なる国』（2011年、講談社）

### 朗読劇
- 『線量計が鳴る　元・原発技師のモノローグ』(2018年10月、而立書房) ISBN 978-4-88059-411-8

### 脚本
- 「ドラマシティー'92 / 俺のベイビー!」 （1992年、読売テレビ）

### 翻訳
- グレッグ・ノーマン『ゴルフ100マジック』（1996年、ゴルフダイジェスト社）

### 作詞
- 「焼けた道」- やしきたかじん（1977年、東京12チャンネル系テレビドラマ『新・木枯し紋次郎』主題歌）